# Дэлгэрхаан (Хэнтий)
Дэлгэрхаан (монг. Дэлгэрхаан) — сомон аймака Хэнтий в восточной части Монголии. Численность населения по данным 2010 года составила 2 040 человек.
Центр сомона — посёлок Цагаандэвсэг, расположенный в 124 километрах от административного центра аймака — города Ундерхаан и в 232 километрах от столицы страны — Улан-Батора.

## География
Сомон расположен в восточной части Монголии. Граничит с соседними сомонами Баянмунхе, Дархан, Жаргалтхаан и Цэнхэрмандал, а также с двумя соседними аймаками Говь-Сумбэр и Туве. На территории Дэлгэрхаана располагаются горы Дэлгэрхан, Хэрлэн баян Улаан, Дашбалбар, Майхантай, протекают реки Хэрлэн, Аварга, Баруун Цайр.
Из полезных ископаемых в сомоне встречаются дымчатый хрусталь, плавиковый шпат, агат, халцедон, точильный камень.

## Климат
Климат резко континентальный. Средняя температура января -23 градусов, июля +16 градусов. Ежегодная норма осадков 270 мм.

## Фауна
Животный мир Дэлгэрхаана представлен волками, лисами, оленями, снежными барсами.

## Инфраструктура
В сомоне есть школа, больница, торговые и культурные центры.